# Agyátültetés
Az Agyátültetés (eredeti cím: Re-Animated) 2006-ban bemutatott amerikai tévéfilm, a Mit rejt Jimmy koponyája? című televíziós sorozat bevezető filmje. A filmet Bruce Hurwit rendezte Tim McKeon és Adam Pava forgatókönyvéből, a zenét Johnny Colt szerezte. A főszereplők közt megtalálható Dominic Janes, Matt Knudsen, Bill Dwyer, Eunice Cho és Micah Karns, míg az animációs karakterek hangjai közt megtalálható Paul Reubens és Ellen Greene is.
Az Amerikai Egyesült Államokban 2006. december 8-án tűzte műsorra a Cartoon Network, Magyarországon szintén a Cartoon Network mutatta be 2008. október 5-én, majd 2013. augusztus 3-án az RTL Klub is műsorra tűzte.

## Cselekmény
Milt Appleday, a sikeres rajzfilmkészítő halála előtt meghagyta, hogy az agyát fagyasszák le. A rajzfilmes egyik nagy rajongója a tizenkét éves Jimmy Roberts is, akit az Appleday karakterei által ihletett Gollyworldben súlyos baleset ér, megmentése érdekében pedig beülteti neki a rajzfilmkészítő agyát. Jimmy élete ekkor megváltozik, ugyanis megelevenednek számára – és csak számára – a rajzfilmkészítő karakterei, és a kissrác hamarosan az Appleday Pictures vezetője lesz a figuráknak köszönhetően. Ám rájön, hogy egy gyereknek céget vezetni nem túl könnyű feladat, amit megnehezit Milt fia, Sonny is, aki szeretné megszerezni Jimmytől az agyat.

## Szereplők
| Szereplő            | Színész           | Magyar hang          |
| ------------------- | ----------------- | -------------------- |
| Jimmy Roberts       | Dominic Janes     | Timon Barna          |
| Craig Yoshida       | Micah Karns       | Penke Bence          |
| Robin Yoshida       | Eunice Cho        | Csifó Dorina         |
| Yancy Roberts       | Rhea Lando        | Vadász Bea           |
| Louisa Roberts      | Rachel Quaintance | Hámori Eszter        |
| Ken Roberts         | Bil Dwyer         | Szabó Sipos Barnabás |
| Sonny Appleday      | Matt Knudsen      | Besenczi Árpád       |
| Milt Appleday       | Fred Willard      | Perlaki István       |
| Szereplő            | Eredeti hang      | Magyar hang          |
| Golly Gopher        | Paul Reubens      | Lippai László        |
| Dolly Gopher        | Ellen Greene      | Bálint Sugárka       |
| Tux, a pingvin      | Tom Kenny         | Háda János           |
| Crocco, az aligátor | Brian Posehn      | Maday Gábor          |
| Pickles és Prickles | Nem beszélnek     | Nem beszélnek        |

## Zenék
- "Re-Animated" (Johnny Colt)
- "The Meat Song" (Jared Forber)
- "The Party Song" (Matt Crocco)
- "Mitten's Revenge" (Johnny Colt)
- "Pure" (Superchick)
- "Today" (Joshua Rodin)
- "My Only Friend" (Ronnie Day)
- "The Love Song" (Matt Crocco)
- "K.I.T." (Johnny Colt)
- "Closer" (Joshua Rodin)
- "I Hope Tomorrow Is Like Today" (Guster)
- "Cha Cha" (Chelo)
- "It's On" (Superchick)
- "Greatest Day" (Bowling for Soup)
- "Yr. My Ringo" (The Face of Hans)
- "Jimmy Hides" (Sherman Foote)